# Hori II
Hori II fou virrei de Núbia, en temps dels faraons Ramsès III i Ramsès IV. Era fill d'Hori I, que fou tanmateix virrei de Núbia, net de Kaemwaset i besnet de Ramsès II, també va exercir de djati durant el regnat de Merenptah i els seus successors. El seu govern cal situar-lo a l'entorn de l'any 1150 aC. La seva tomba i la del seu pare s'han trobat a Tell Basta. A Buhen s'ha trobat també una referència a aquest virrei. Dugué els títols de fill del rei de Kush, senyor de les terres sagrades d'Amon Ra, rei dels déus i escrivà reial.